# イーグル・リヴァー接近遭遇事件
イーグル・リヴァー接近遭遇事件（イーグル・リヴァーせっきんそうぐうじけん）は1961年4月18日にアメリカのウィスコンシン州で発生した未確認飛行物体（UFO）遭遇事件。

## 概要
事件概要は以下の通り。
ウィスコンシン州に住む初老男性の家の裏庭に突然UFOが着陸し、中から宇宙人が出てきて水が欲しいとジェスチャーした。男性が、水を差しだすと、お礼にパンケーキのようなものを3枚渡して、UFOは飛び去って行った。
UFO事件史上、最も奇妙な事件の一つとされる。